# Мурсили II
Мурсили II — один из самых успешных правителей Хеттского царства, правил приблизительно в 1321—1295 годах до н. э. Младший сын Суппилулиумы I.
В его правление случилось затмение Мурсили. Если следовать наиболее вероятной датировке этого затмения, то Мурсили правил с 1321 по 1295 годы до н. э..

## Раздор внутри царской семьи
Своё правление Мурсили начал с подавления восстаний в Нухашше, Кадеше, Киццувадне и в целом ряде других окраинных областей. Обстановка требовала решительных действий и соответственно больших средств, поэтому Мурсили был возмущён тем, что тавананна Маль-Никаль раздала всё имущество покойного Суппилулиумы его заупокойному храму и в поминовение своего супруга — просто гражданам Хаттусы. К тому же она была в большой вражде с женой Мурсили, причём обе женщины при этом прибегали к колдовству и заклинаниям. Когда же после этого жена Мурсили умерла, он решился отдать тавананну под суд, который состоялся во дворце; к сожалению, исход суда нам неизвестен.

## Разгром Арцавской коалиции
На 3-м году своего правления Мурсили в сражении у города Вальма, в Южной Фригии разбил коалицию во главе с традиционным противником хеттов царством Арцава. Царь Уххацити и его наследники бежали «за море», (вероятно, в Аххияву), а на его трон был посажен правитель прохеттской царской семьи. В следующем, 4-м году Мурсили поставил в вассальную зависимость и все остальные страны Арцавской коалиции. С царями Миру и Кувалии Купанта-Инарой, Хапаллы Таргасналли, «Страны Реки Сеха» Манапа-Таттой, Вилусы Куккуннай были заключены договоры. Из арцавских стран Мурсили вывел 66 тысяч пленных, названных в «Анналах Мурсили II» шумерским термином нам-ра (по-хеттски читается как арнувала) то есть «депортированные» (уведённое в плен население покорённой территории).

## Война с племенами каска
Но главную угрозу, как и прежде, составляли племена касков и особенно вождь соседней с Хайасой страны Типия (очевидно, племени тибаренов) Пиххуния, который установил среди касков царскую власть. Каски снова начали предпринимать набеги на хеттскую территорию. Война с касками, несмотря на то, что в ней были захвачены каские города Истахару и Палхуиса, ощутимых результатов не дала. Мурсили за своё царствование предпринял 10 походов против каска (на 1-м, 2-м, 5-м, 6-м, 7-м, 9-м, 19-м, 24-м, 26-м годах своего правления), но так и не смог подчинить этих горцев, а был вынужден сам возводить линии укреплений на границе с ними, чтобы обезопасить страну от их набегов. Особенно мощную линию укреплений возвёл Хатунианца, наместник области Пала, наиболее страдающий от касков.

## Война с Ацци-Хайасой
Во время войны хеттов с каска хайасцы снова стали укрывать беглецов с хеттской территории, а вождь Ацци Анния сын Мария напал на одну из хеттских областей и угнал оттуда скот и пленных. На требование Мурсили вернуть их Анния ответил отказом, вследствие чего хетты начали войну и осадили неприступную аццийскую крепость под названием Ура. Однако основные действия против Ацци-Хайасы развернулись в последующие годы, так как Мурсили имел перед собой более важных противников, в лице ассирийцев, продолжающих наращивать военную мощь. Да и в сирийских владениях хеттов не всё было спокойно. Царь Каркемиша, брат Мурсили Шарри-Кушух отправился в Кумманни (антич. Комана), чтобы участвовать в религиозном празднестве, но там заболел и умер. Во время его отсутствия Каркемиш был захвачен, хотя кем неизвестно. На 9-м году правления Мурсили предпринял поход в Сирию, отвоевал Каркемиш и посадил сына Шарри-Кушуха на трон отца. Одновременно он утвердил на престоле Халеба Тальми-Шаррума, сына Телепину, а также заключил договоры с царями Угарита Никмепой и царём Амурру Туппи-Тешшубом. Договор с царём Амурру запрещал последнему платить дань Египту, который при фараоне Хоремхебе вновь начал проявлять активность на окраинах своих сиро-палестинских владений, потерянных было при Эхнатоне. Ведение войны с Ацци-Хайасой Мурсили поручил одному из своих братьев. Хайасцы обещали было выдать захваченных пленных, но затем не выполнили обещания, ссылаясь на то, что и хетты не выдали хайасских пленных. Военные действия затянулись и хайасцы перешли в наступление на хеттские крепости. Несмотря на то что хетты смогли выделить на этот фронт 10 тыс. пехоты и 700 колесниц, им всё же пришлось уйти из верхней части евфратской долины и отступить вплоть до Тегараммы. От них отпали и некоторые районы по верхнему Галису.
Учитывая сложность ситуации, Мурсили, закрепив свою власть в Сирии, уже в конце того же 9-го года поспешил на север, чтобы закончить войну с Ацци-Хайасой. На 4-м году войны, в 10-м году своего правления Мурсили во главе основных сил выступил против хайасцев. Те укрылись в горных крепостях, рассчитывая нападать по ночам на проходящие хеттские войска. Однако Мурсили, оставляя большинство горных крепостей в тылу, по-видимому перевалил через Понтийские горы, вышел к г. Арипсе на Чёрном море и взял её, а оттуда двинулся на Туккаму, видимо, центр Ацци. Жители Туккамы сдались на милость победителя и Мурсили зачислил 3 тыс. аццийцев в своё войско в качестве колесничих. Переговоры на этот раз велись не с царём, а с советом старейшин Ацци. Страна была включена в Хеттское царство, но в дальнейшем хеттам не удалось её удержать. Очень непрочным было положение хеттов и в Ишуве и вообще по всему верхнему Евфрату.

## Отношения с Аххиявой
При Мурсили поддерживались связи с Аххиявой, характер которых не вполне ясен. По переписке хеттского царя (имя которого не указывается, но по ряду причин это вероятнее всего Мурсили II) с царём Аххиявы складывается следующая картина. Некто Пийамарату (видимо, лувиец) бывший ранее хеттским поданным высокого ранга, стал пиратом, совершал нападения с целью грабежа на приморские страны и вызвал недовольство жителей страны Лукка (видимо, позднейшая Ликия), часть которой, но, вероятно, не вся она была провинцией Хеттской империи. Базой для его операций служил соседний город Миллаванда (в другом месте назван как Милавата, видимо, позднейший Милет), но это место находилось за пределами хеттских владений и было в косвенном подчинении у царя Аххиявы. Хеттский царь просит царя Аххиявы выдать Пийамарату и тем самым положить конец беспорядкам в стране Лукка. В этом же письме упоминается Тавакалава, который был, по-видимому, родственником царя Аххиявы, и говорится, что первоначально Лукка попросила помощи у Тавакалавы, но затем когда город Аттаримма подвёргся нападению (со стороны кого не ясно, имя напавшего повреждено, но это не Пийамарату), народ призвал хеттского царя. Тавакалава, который, вероятно, занял часть страны Лукка, отправил хеттскому царю послание с просьбой принять его в число своих зависимых союзников, но обиженный по его мнению недостаточно почтительным обращением со стороны хеттов, начал против них военные действия, и потерпев неудачу, укрылся в недоступном для хеттов месте, вероятно всё в той же Аххияве. После того как хеттский царь подавил восстание в стране Лукка, он получил письмо от царя Аххиявы, в котором последний сообщал, что велел своему представителю в Миллаванде по имени Атпа выдать Пийамарату. Хеттский царь отправился в Миллаванду, но лишь для того, чтобы обнаружить, что Пийамарату дали бежать на судне. Это послужило ещё одной жалобой царю Аххиявы. Наместник Миллаванды Атпа упоминается также в письме к хеттскому царю царя «Страны реки Сеха» Манапа-Татты. Известно, что этого царя в 4-м году своего правления возвёл на престол именно Мурсили. Это одна из самых главных причин, дающая нам право отнести все эти события к периоду царствования Мурсили. Манапа-Татта в своём письме жалуется на нападение пиратов на своё царство, на страну Лацпас (вероятно остров Лесбос) и на вынужденное подчинение Атпасу, аххиявскому представителю в Миллаванде.
Таким образом, создаётся впечатление, что хотя между Аххиявой и Хеттским царством происходили кое-какие недоразумения, однако в целом их отношения были мирными. В самом деле, весь тон писем дружелюбный и почтительный. Царю Аххиявы дают понять, что он не отдаёт себе полного отчёта о положении дел, но как только ему всё хорошенько объяснят, то он не сможет не уступить. Из письма известно, что обе страны первоначально были в таких дружественных отношениях, что родственников царя Аххиявы, по-видимому, посылали в страну Хатти, чтобы они там учились управлять колесницами, а богов страны Аххиявы доставляли в страну Хатти, чтобы исцелять царя. Но в то же время ясно, что аххиявцы пользуются в Милаванде значительной свободой действий, и создаётся впечатление, что царь Аххиявы — личность довольно слабая и бразды правления Миллаванды не полностью сосредоточены в его руках.
Позднее, хотя насколько не известно, правитель Миллаванды стал вассалом хеттского царя. До нас дошло письмо с сильно повреждённым текстом, в котором обсуждаются различные спорные вопросы, возникшие между ними. Здесь эпизод с Пийамарату упоминается, как нечто происшедшее ранее и, по-видимому, подразумевается, что впоследствии царь Аххиявы в самом деле уступил просьбам хеттского царя и выдал ему мародёра.
При Мурсили были составлены царские анналы Суппилулиумы I («Деяния Суппилулиумы») и самого Мурсили. Последний известный год его правления — 27-й.